# Monserrat Brugué
Montserrat María Brugué Inurritegui (Lima, 4 de marzo de 1967) es una actriz peruana de televisión, teatro y cine. Conocida por el papel de Monchi María Cárcamo en la serie cómica Pataclaún.

## Biografía
Su debut actoral se produjo en 1984 en la telenovela juvenil Carmín. Posteriormente, integró el grupo de teatro Telba y también estudió actuación con Alberto Ísola. Se hizo conocida al interpretar a Monchi, la bebé claun de los montajes escénicos y programas televisivos de la asociación cultural Patacláun, como la serie Patacláun (1997-1999), donde trabajó junto con Carlos Alcántara, Wendy Ramos, Johanna San Miguel, Carlos Carlín y Gonzalo Torres. Su última participación con el mencionado personaje fue en la serie de televisión El santo convento, de América Televisión.
Monserrat Brugué concursó en la segunda temporada del programa de telerrealidad de baile Bailando por un sueño, conducido por Gisela Valcárcel, donde obtuvo el quinto puesto tras tres meses de competencia. 
En el 2008, se mudó junto con su familia a Cusco por cuatro años.
Brugué regresó un tiempo a Lima para actuar en las obras Cocina zona de servicio y Agosto (condado de Osage).
En 2013 se instaló definitivamente en Lima y protagonizó la obra Rosa de dos aromas.
En junio de 2016, regresó con el personaje de Monchi en la serie de videos del BCP en el portal de YouTube titulado Los planes de Ricky. En 2020 Monchi actuó para el evento Patakultural.
En octubre de 2022, su personaje Monchi permanece como imagen del banco BCP, cuyo empleo es mostrado como ayudadora de clientes.

## Filmografía

### Televisión
- Carmín (1984), como Monserrat Monchi.
- La Perricholi (1992)
- Las mujeres de mi vida (1993)
- Travesuras con Monchi (1996), presentadora.
- Patacláun (1997-1999), como Monchi.
- Carita de atún (2003), como madrina.
- Perú campeón (2007), como Sofía.
- El santo convento (2007-2008), como Monchi.
- Bailando por un sueño (2008), concursante, 5.º puesto.
- Conversando con la luna (2014), como mamá.
- Los planes de Ricky (2016), como Monchi.
- Mujercitas (2017), como Paloma Terranova.
- Pensión Soto (2017), como Cucha.
- Los Vílchez (2020), como Fanny.
- Princesas (2020), como Ada.
- Brujas (2025) como Ada Coronado.

### Películas
- Bala perdida (2001), como Giovanna.
- Doble juego (2004), como Reina.
- Asu mare 2 (2015), como observadora de pinturas de arte y como Monchi en una Teleguía.
- Mistura (2024), como Dama de Permanente

## Teatro
- Pataclaun en la ciudad (1993)
- Pataclaun en… Rollado (1994)
- Pataclaun busca pareja (1996)
- El juicio final (1997)
- Pataclaun en… venta (2000)
- Mi mamá me dijo
- Otelo (2002)
- Princesa Cero (2003)
- Manzanas para recordar (2005)
- El círculo de arena (2006)
- Pinocchio (2007)
- Morir de amor (2008)
- La fiesta del chivo (2008)
- Una gran comedia romana (2009)
- Cocina y zona de servicio (2010), como Martina.
- Agosto (condado de Osage) (2010), como Elí.
- Rosa de dos aromas (2013), como Marlene.
- Sombras (2013), como la madre.
- El círculo de arena (2013)
- Japón (2014), como Ventura.
- ¿Qué me pongo?